# WWE Superstar Spectacle
WWE Superstar Spectacle foi um especial de televisão de luta livre profissional e evento da WWE Network produzido pela WWE. Ele apresentava lutadores das divisões de marca Raw, SmackDown e NXT da promoção. O evento foi gravado em 22 de janeiro de 2021 e foi ao ar em 26 de janeiro para o Dia da República da Índia. O evento foi produzido especialmente para o mercado indiano da WWE como parte de seu contrato de cinco anos com a Sony Pictures Networks India. O evento também incorporou elementos da cultura indiana tradicional e contemporânea e emanou do WWE ThunderDome, realizado no Tropicana Field em St. Petersburg, Flórida.
Cinco lutas foram disputadas no evento. Na luta principal do evento, o Campeão da WWE Drew McIntyre e The Indus Sher (Rinku e Saurav) derrotaram The Bollywood Boyz (Samir Singh e Sunil Singh) e o retorno de Jinder Mahal. O evento também contou com a participação de 10 lutadores indianos do sistema de desenvolvimento da WWE. A empresa anunciou mais tarde que 20 milhões de pessoas assistiram ao evento ao vivo.

## Produção

### Introdução
Saindo da chamada financeira do terceiro trimestre da WWE em 29 de outubro de 2020, o presidente e diretor financeiro da WWE, Nick Khan, anunciou que estava trabalhando com a Sony Pictures Networks India na produção de um evento especialmente direcionado ao mercado indiano , que vai ao ar em 2021 como um especial de televisão no Dia da República da Índia (26 de janeiro) e apresentaria principalmente os lutadores indianos em desenvolvimento da promoção. O evento iria ao ar principalmente nas plataformas indianas da Sony e seria distribuído internamente para os Estados Unidos através da WWE Network. O especial de televisão foi intitulado Superstar Spectacle e foi um evento de duas horas exibido na Sony TEN 1, Sony TEN 3 e Sony Max e foi ao ar às 20h, horário padrão indiano. Os espectadores tiveram a opção de assistir à transmissão no idioma de sua preferência, com comentários em inglês e em hindi sendo oferecidos.
Em 13 de janeiro de 2021, a WWE anunciou que o WWE Champion Drew McIntyre, Rey Mysterio, Charlotte Flair, AJ Styles, Bayley, The New Day ( Kofi Kingston e Xavier Woods ), Shinsuke Nakamura, Cesaro, Dolph Ziggler, Robert Roode, Natalya, Ricochet, o WWE Hall of Famer Ric Flair e muitos outros estariam presentes no evento. Jinder Mahal, o primeiro campeão da WWE de ascendência indiana, The Bollywood Boyz (Sunil e Samir Singh), Indus Sher, Jeet Rama, Kavita Devi, Giant Zanjeer, Dilsher Shanky e Guru Raaj, foram todos confirmados para aparecer.

#### Impacto da pandemia de COVID-19
Como resultado da pandemia do COVID-19 que começou a afetar a indústria em meados de março de 2020, a WWE teve que apresentar a maior parte de sua programação a portas fechadas. Inicialmente, os programas de televisão e PPVs do Raw e SmackDown foram feitos no WWE Performance Center em Orlando, Flórida, enquanto os eventos do NXT foram realizados na Full Sail University em Winter Park, Flórida. No final de agosto, os programas do Raw e do SmackDown foram movidos para uma bolha bio-segura chamada WWE ThunderDome. O público selecionado ao vivo não era mais utilizado, pois a bolha permitia que os fãs participassem dos eventos virtualmente de graça e fossem vistos nas quase 1.000 placas de LED dentro da arena. Além disso, o ThunderDome utilizou vários efeitos especiais para melhorar ainda mais as entradas dos lutadores, e o áudio da arena foi misturado com os cantos dos fãs virtuais. Depois de ser hospedado no Amway Center de Orlando, o ThunderDome foi transferido para Tropicana Field em St. Petersburg, Flórida, em dezembro. Em outubro, os eventos do NXT foram transferidos para o Performance Center em uma configuração chamada "Capitol Wrestling Center", uma homenagem à Capitol Wrestling Corporation, antecessora da WWE. Era semelhante ao ThunderDome, mas incluía uma pequena multidão de fãs selecionados. O Superstar Spectacle estava programado para ser realizado no ThunderDome e contaria com lutadores do Raw, SmackDown e NXT. O evento foi gravado em 22 de janeiro de 2021 e exibido com atraso de fita em 26 de janeiro.

### Historias
O evento incluiu lutas que resultaram de enredos roteirizados, onde lutadores retratavam heróis , vilões ou personagens menos distinguíveis em eventos roteirizados que criavam tensão e culminavam em uma luta livre. Os resultados foram predeterminados pelos escritores da WWE nas marcas Raw, SmackDown e NXT, enquanto as histórias foram produzidas nos programas de televisão semanais da WWE, Monday Night Raw, Friday Night SmackDown e NXT.

## Recepção
Ian Hamilton, do 411mania, deu ao Superstar Spectacle uma nota 7,2 de 10, comentando sobre os artistas indianos (incluindo aqueles que estrearam na televisão) que "para um grupo de caras efetivamente treinados do zero, isso não foi tão ruim", e acreditando que o show foi um passo potencial para um futuro "NXT India" (seguindo o exemplo do NXT UK).
De acordo com Sean Ross Sapp do Fightful, a WWE afirmou que 20 milhões de pessoas assistiram ao evento ao vivo.

## Resultados
| Nº                                          | Resultados | Estipulações            | Tempo |
| ------------------------------------------- | --- | ----------------------- | ----- |
| 1                                           | Finn Bálor derrotou Guru Raaj                                                                                            | Luta Individual         | 7:08  |
| 2                                           | Dilsher Shanky, Giant Zanjeer, Rey Mysterio e Ricochet derrotaram Cesaro, Dolph Ziggler, King Corbin e Shinsuke Nakamura | Luta Eight-man tag team | 6:25  |
| 3                                           | AJ Styles com (Omos) derrotou Jeet Rama                                                                                  | Luta Individual         | 3:14  |
| 4                                           | Charlotte Flair e Sareena Sandhu derrotaram Bayley e Natalya                                                             | Luta de duplas          | 6:06  |
| 5                                           | Drew McIntyre e The Indus Sher (Rinku e Saurav) derrotaram The Bollywood Boyz (Samir Singh e Sunil Singh) e Jinder Mahal | Luta Six-Man tag team   | 9:03  |
| (c) – Refere-se aos campeões antes da luta. | |                         |       |